# Коромысла малые
Коромысла малые (лат. Aeschnophlebia) — род стрекоз семейства коромысловых (Aeshnidae).

## Описание
Стрекозы зелёного цвета с черными пятнами на теле. На передних крыльях субкостальная жилка выходит на 1 или 2 ячейки за пределы узелка.

## Классификация
Род включает три вида в современной фауне и два ископаемых вида. Существование вида Aeschnophlebia optata ставится под сомнение.
- †Aeschnophlebia andreasi Nel et al. 2005
- Aeschnophlebia anisoptera Selys, 1883
- Aeschnophlebia longistigma Selys, 1883
- †Aeschnophlebia miocenica Nel and Escuillé 1994
- Aeschnophlebia optata Selys, 1883

## Палеонтология
В ископаемом состоянии известны из отложений на границе позднего эоцена и раннего олигоцена Великобритании (38,0—33,9 млн лет) и миоцена во Франции.

## Распространение
Представители рода встречаются в Японии, на севере и северо-востоке Китая, Корее и юге Российского Дальнего Востока.